# Farná
Farná (Hongaars: Farnad) is een Slowaakse gemeente in de regio Nitra, en maakt deel uit van het district Levice.
Farná telt 1.377 inwoners waarvan de meerderheid behoort tot de Hongaarse minderheid in Slowakije. Tot 1918 maakte de gemeente onderdeel uit van Hongarije, het comitaat Esztergom.